# 小韦尔斯巴赫
小韦尔斯巴赫是德国图林根州的一个市镇。总面积3.44平方公里，总人口129人，其中男性71人，女性58人（2011年12月31日），人口密度38人/平方公里。